# ベルギー海軍艦艇一覧
ベルギー海軍艦艇一覧は、ベルギー王国海軍が過去保有した、または現在保有する、または将来保有する予定の、未完成・計画中止を含めた歴代艦艇一覧である。
凡例

## 現有勢力（2024年現在）
- 国防予算：56億6,000万ドル[1]
- 海軍人員：1,500名[1]
- 艦船隻数：12隻（排水量20t以上）[1]
  - フリゲート×2[1]
  - 哨戒艇×2[1]
  - 掃海艇×5[1]
  - 測量艦×1[1]
  - 練習艇×1[1]
  - 指揮支援艦×1[1]
- 航空機数：4機[1]
  - 艦載ヘリコプター×4[1]

## 艦艇一覧（近代海軍以前）

### ブリッグ
- ブラバント公（Duc de Brabant） - 1隻

### スクーナー

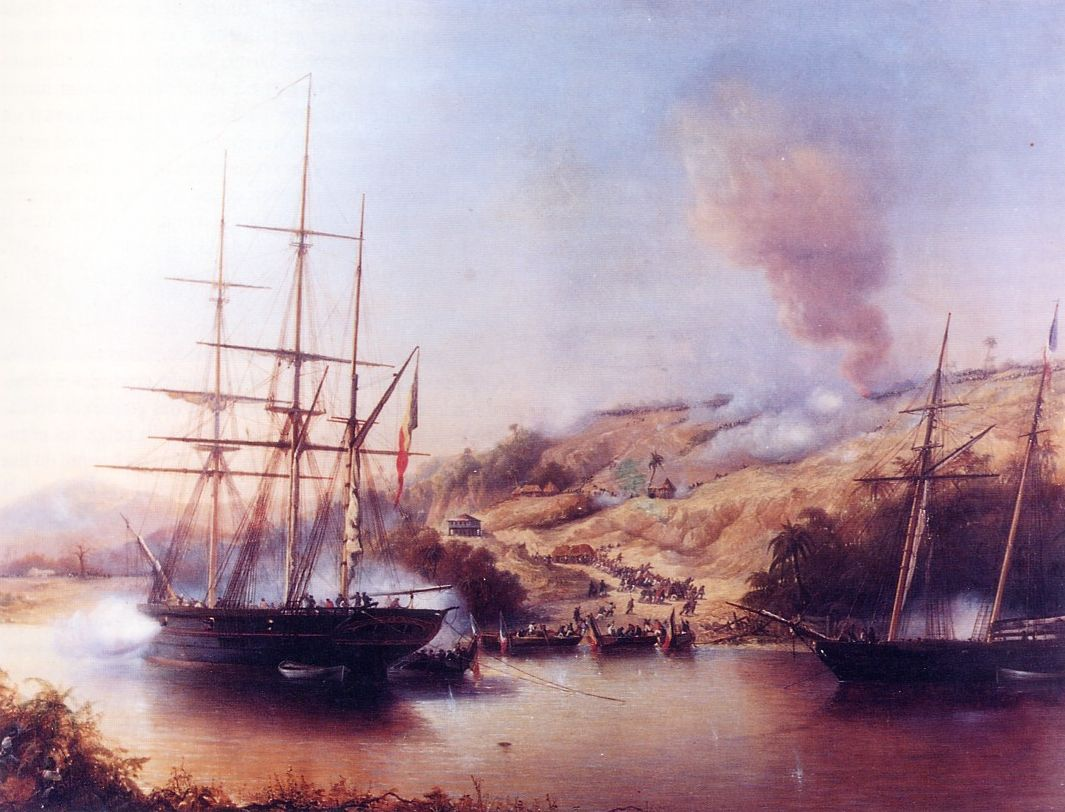
1849年に描かれたフランス軍艦（左）とベルギー海軍「ルイーズ＝マリー」（右）

- ルイーズ＝マリー（Louise Marie） - 1隻

## 艦艇一覧（近代海軍）

### 水上戦闘艦

#### フリゲート

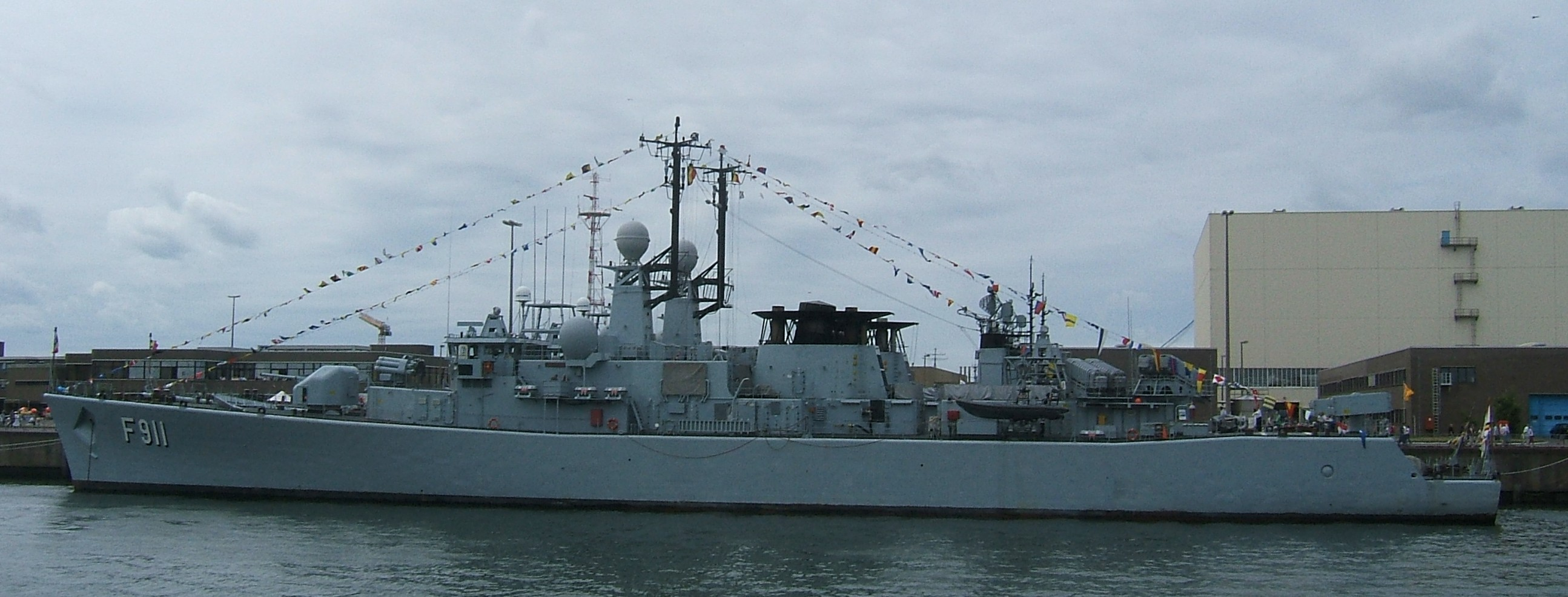
ウエストヒンダー
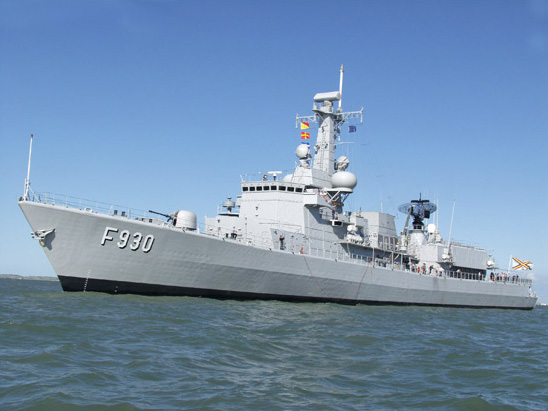
レオポルド1世
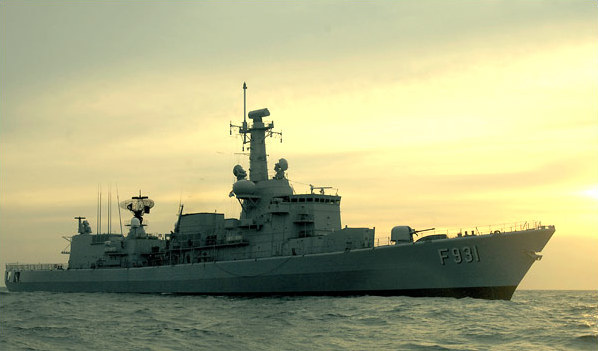
ルイーズ＝マリー

- 旧・米『タコマ』級 - 1隻

Luitenant ter zee Victor Billet ※ 旧・『シボイガン（Sheboygan）』
- アルテベル（Artevelde） - 1隻 ※ 旧・独『K-4』、

- 『E-71』型 - 4隻

ウィーリンゲン（F-910 Wielingen）、ウエストディープ（F-911 West Diep）、ワンデラール（F-912 Wandelaar）、ウエストヒンダー（F-913 West Hinder）
- 旧・蘭『カレル・ドールマン』級 - 2隻[1]

レオポルド1世（F-930 Leopold I ）※ 旧・『カレル・ドールマン（Karel Doorman）』
ルイーズ＝マリー（F-931 Louise-Marie）※ 旧・『ウイレム・ファン・デル・ザーン（Wilem Van Der Zaan）』
- ウエストヒンダー
- レオポルド1世
- ルイーズ＝マリー

#### スループ
- ゴデチア（A-960 Godetia） - 1隻

- 旧・英『フラワー』型 - 1隻

ヤン・ブレイデル（A-961 Jan Breydel）※ 旧・『ジニア（Zinnia）』

### 機雷戦艦艇

#### 敷設艦艇
急設網艦
- バルカローレ（Barcarole） - 1隻

#### 掃海艦艇
掃海艦・航洋掃海艇
- 1隻 ※ 旧・『ファンシー（Fancy）』

- 旧・英『Algerine』級 - 6隻

アドリアン・ド・ジェラルーシ（M-900 Adrien de Gerlache）※ 旧・『リバティ（Liberty）』
M-901 George Lecointe ※ 旧・『カドマス（Cadmus）』
M-902 Jan van Lecointe ※ 旧・『レディ（Ready）』
M-903 A. F. Dufour ※ 旧・『ファンシー（Fancy）』
M-904 De Brouwer ※ 旧・『スパンカー（Spanker）』
M-905 De Moor ※ 旧・『ロザリオ（Rosario）』
- 旧・加『Algerine』級 - 2隻

M-901 George Lecointe ※ 旧・『ウォラスバーグ（Wallaceburg）』
M-903 A. F. Dufour ※ 旧・『ウィニペグ（Winnipeg）』
- 旧・米『MSO-498』型 - 7隻

M-902 J. E. Van Haverbeke ※ 旧・『MSO-522』
M-903 A. F. Dufour ※ 旧・『MSO-498』
M-904 De Brouwer ※ 旧・『MSO-499』
M-906 Breydel ※ 旧・『MSO-504』
M-907 Artevelde ※ 旧・『MSO-503』
M-908 Georges Bovesse ※ 旧・『MSO-516』
M-909 Francois Truffaut ※ 旧・『MSO-515』
- オーステンデ級 - 6隻計画中[2]

オーステンデ（M940 Oostende）
ブルッヘ（M942 Brugge）
沿岸掃海艇
- 旧・英MMS - 9隻

MMS-43、75、79、112、182、187、188、189、193、
- 旧・米『AMS-60』型 - 26隻

M-910 Diest ※ 旧・『MSC-77』
M-911 Eekloo ※ 旧・『MSC-101』
M-912 Lier ※ 旧・『MSC-63』
M-913 Maaseik ※ 旧・『MSC-78』
M-914 Roeselaere ※ 旧・『MSC-103』
M-915 Arlon ※ 旧・『MSC-104』
M-916 Bastogne ※ 旧・『MSC-151』
M-917 Charleroi ※ 旧・『MSC-152』
M-918 St. Niklass ※ 旧・『MSC-64』
M-919 St. Truiden ※ 旧・『MSC-169』
M-920 Diksmuide ※ 旧・『MSC-65』
M-921 Herve ※ 旧・『MSC-153』
M-922 Malmedy ※ 旧・『MSC-154』
M-923 Blankenberghe ※ 旧・『MSC-170』
M-924 Laroche ※ 旧・『MSC-171』
M-925 De Panne ※ 旧・『MSC-131』
M-926 Mechelen
M-927 Spa
M-928 Stavelot
M-929 Heist
M-930 Rochefort
M-931 Knokke
M-932 Nieuwpoort
M-933 Koksijde
M-934 Verviere ※ 旧・『MSC-259』
M-935 Veurne ※ 旧・『MSC-260』
- 旧・英『Ham』型 - 16隻

M-470 Temse
M-471 Hasselt
M-472 Kortrijk
M-473 Lokeren
M-474 Turnhout
M-475 Tongeren
M-476 Merksem
M-477 Oudenarde
M-478 Herstal ※ 旧・『MSI-90』
M-479 Huy ※ 旧・『MSI-91』
M-480 Seraing ※ 旧・『MSI-92』
M-481 Tournai ※ 旧・『MSI-93』
M-482 Vise ※ 旧・『MSI-94』
M-483 Ougree ※ 旧・『MSI-95』
M-484 Dinant ※ 旧・『MSI-96』
M-485 Andenne ※ 旧・『MSI-97』
機雷掃討艇
- アステール（Aster）級 - 10隻

アステール（M-915 Aster）、ベリス（M-916 Bellis）、クロキュス（M-917 Crocus）、ディアンテュス（M-918 Dianthus）、フュクシア（M-919 Fuchsia）、イリス（M-920 Iris）、ロベリア（M-921 Lobelia）、ミオゾティス（M-922 Myosotis）、ナルシス（M-923 Narcis）、プリミュラ（M-924 Primula）

### 両用戦艦艇

#### 輸送艦艇
輸送艦
- カミナ（AP-907 Kamina） - 1隻 ※ 旧・独『ロイヤル・ハロルド（Royal Harold）』

### 哨戒艦艇

#### 哨戒・警備艦艇
砲艦
- ポール・ランキン（Paul Renkin） - 1隻[3]

哨戒艇
- レイエ級 - 10隻 ※ 河用哨戒艇

レイエ（P-901 Leie）、リベラティオン（P-902 Liberation）、ムーズ（P-903 Meuse）、サンブル（P-904 Sambre）、スヘルド（P-905 Schelde）、セモイス（P-906 Semois）、ルペル（P-907 Rupel）、ウルト（P-908 Ourthe）、デンダー（Dender）、イゼール（Yser）
水雷艇
- 旧・独A型 - 9隻

A-1、2、3、4、5、6、7、8、9
- 旧・独艦 - 5隻

A-21、22、23、24、25
- ネッタ（Netta） - 1隻[18]

トローラー船

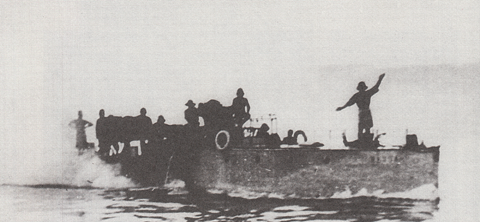
水雷艇「ネッタ（Netta）」

- ブーツマン・ジョンソン（Bootsman Johnson） - 1隻[19]

漁業監視船
- （Ville d'Anvers） - 1隻

### 補給艦艇
給兵艦
- スパ（A-963 Spa） - 1隻

#### 支援艦艇
救難艇
- 『V-01』級 - 2隻

V-01、02

#### 練習艦艇
練習艦
- 旧・米『BYMS』型沿岸掃海艇 - 1隻

エウレカ（QM-900 Eureka）
帆装練習艦
- メルカトル（Mercator） - 1隻
- ゼノベ・グレイム（A-958 Zenobe Gramme） - 1隻

#### その他
海洋観測艦
- ベルジカ（A-962 Belgica） - 1隻
- Ter Streep - 1隻

試験艦
- 旧・典艦 - 1隻

シュテルン（A-963 Stern）
航洋曳船
- ヴァルケ（A-950 Valcke） - 1隻
- エクスター（A-998 Ekster） - 1隻

港内曳船
- Bji級 - 2隻

A-953 Bji、A-956 Krekel
- Hommel級 - 3隻

A-951 Hommel、A-952 Wesp、A-955 Mier
- A-954 Zeemeeuw - 1隻

- 旧・蘭『Westgat』級 - 1隻

アルバトロス（A-996 Albatros） ※ 旧・『ウエストガット（Westgat）』
ランチ・艀
- 旧・独艦 - 17隻

V-1、2、3、4、5、6、7、8、9、10、11、12、13、14、15、16、17
- 旧・独艦 - 5隻

V-21、22、23、24、25
- 『FN』型 - 3隻 ※ Fuel Barge

FN-4、5、6
その他
- Diving Cutter - 2隻

ZM-3、4
- Harbour Transport Cutter - 1隻

スピン（A-997 Spin）
- Small Royal Yacht - 2隻

アヴィラ（A-981 Avila、A-982 Trefogliu）

## 関連組織所属船艇

### 陸軍船舶部隊・他
Assault Hovercraft
- 『TDX-2000』型 - 4隻 ※ ホバークラフト

クワチュール（A-995 Quatuor）、バルララ（A-999 Barrara）
歩兵揚陸艇（LCP ）
- 『Zodiac Mk-VI HD』型 - 7隻

- 各型 - 17隻